# Gibon stříbrný
Gibon stříbrný (Hylobates moloch) neboli vaubau je ohrožený druh primáta, který je endemitem ostrova Jáva. Proto se mu v němčině či angličtině někdy říká gibon jávský (Java-Gibbon, Javan Gibbon).
BioLib uvádí dva poddruhy:
- Hylobates moloch moloch Audebert, 1798
- Hylobates moloch pongoalsoni Sody, 1949.[2]

## Popis
- Hmotnost: 6,5 až 8 kg
- délka 48 až 56 cm.[3]

Samec je mnohem větší než samice. Oba mají stříbřitě šedou srst a tmavošedé temeno. Blíže viz gibonovití.

## Ekologie
Ve volné přírodě žije pouze v tropických lesích v západní části ostrova Jáva. Vyskytuje se do nadmořské výšky 2400 metrů.
Stejně jako jiné druhy gibonů je monogamní. Žije v rodinách tvořených rodiči a různě starými mláďaty, která s rodiči zůstávají do věku osmi let. Březost trvá sedm měsíců a rodí se jediné mládě. Každá rodinná tlupa žije v určitém teritoriu. Území si členové tlupy označují hlasem, houkavým zpěvem, který má každý jedinec jedinečný a který slouží také k udržování kontaktu mezi členy rodiny. Dožívá se 15 let.
Je dokonale přizpůsoben k životu v korunách stromů. Přeskakuje z větve na větev zavěšen za dlouhé paže – pohybuje se tzv. brachiací. Jedním skokem překoná vzdálenost až 10 metrů. Pokud je třeba, přebíhá po větvích vzpřímeně a rovnováhu udržuje rozpaženými horními končetinami. Noc tráví vysoko v koruně stromu stočený do klubíčka a s úsvitem se dává do zpěvu. Je mírný, k šarvátkám dochází výjimečně.
Živí se až 180 druhy keřů a stromů – listím, větvičkami a zralými plody.

## Ochrana
Především vinou kácení tropických pralesů pro zemědělské účely a neustálého rozšiřování jednotvárných monokulturních plantáží, kde gibboni nedokážou žít, počty gibonů stále klesají. Proto gibon stříbrný patří mezi ohrožené druhy. Dříve byl řazen mezi druhy kriticky ohrožené a přeřazení souvisí zejména s lepší dostupností informací o tomto druhu. V roce 2008 bylo odhadováno, že žije méně než 2500 dospělých jedinců. K roku 2019 se počty ve volné přírodě odhadují na méně než 2000 jedinců. Důvodem úbytku je také lov kvůli obživě a obchodu.

## Chov v zoo
Gibon stříbrný patří k vzácně chovaným druhům primátů. V celé Evropě je chován pouze v devíti zoo v celkovém počtu přibližně 50 jedinců. Z toho nejvíce zařízení (5) se nachází ve Spojeném království. Jeden jedinec je chován v Kyjevě. O evropský prvoodchov se zasloužil mnichovský Tierpark Hellabrunn. Zbylá dvě zařízení se nalézají od podzimu 2014 v ČR a jsou jimi Zoo Praha a Zoo Zlín.

### Chov v Zoo Praha
Chov v pražské zoo započal roku 2014, kdy do zoo přišel pár gibonů, samice Alangalang z britského Howletts Wild Animals Park a samec Flip z mnichovské zoo. Samice zabřezla při jednom z prvních páření. První mládě tohoto primáta v českých zoologických zahradách přišlo na svět 29. 7. 2015. Sameček dostal jméno Silver Arrow. Na počátku roku 2018 tak byli chováni dva samci a jedna samice. Dne 6. 8. 2018 se narodilo druhé mládě tohoto druhu v historii Zoo Praha i českých a slovenských zoo. Mládě bylo pokřtěno při slavnostním zahájení sezony 2019. Jméno Abu-abu zveřejnil Rektor Univerzity Karlovy Tomáš Zima a herec Jiří Dvořák 30. března. Na konci roku 2019 tak byli chováni čtyři jedinci. Šestiletý Silver Arrow se jako budoucí chovný samec v roce 2021 přesunul do zoologické zahrady v německém Halle, ale v témže roce se v pražské zoo narodilo také třetí mládě. Sameček dostal jméno Claire a celá rodina tak opět měla 4 členy: samice Alangalang, samec Flip a jejich mláďata: samička Abu-Abu a sameček Claire. V pátek 13. prosince 2024 se pražská stříbrná giboní rodina opět rozrostla - narozením již čtvrtého mláděte.

Expozice gibonů se rozprostírá ve spodní části areálu zoo v expozičním celku Vodní svět a opičí ostrovy. Skládá se z vytápěného proskleného domku a ostrova se vzrostlými stromy. Dříve ve těchto prostorách žili lemuři vari.

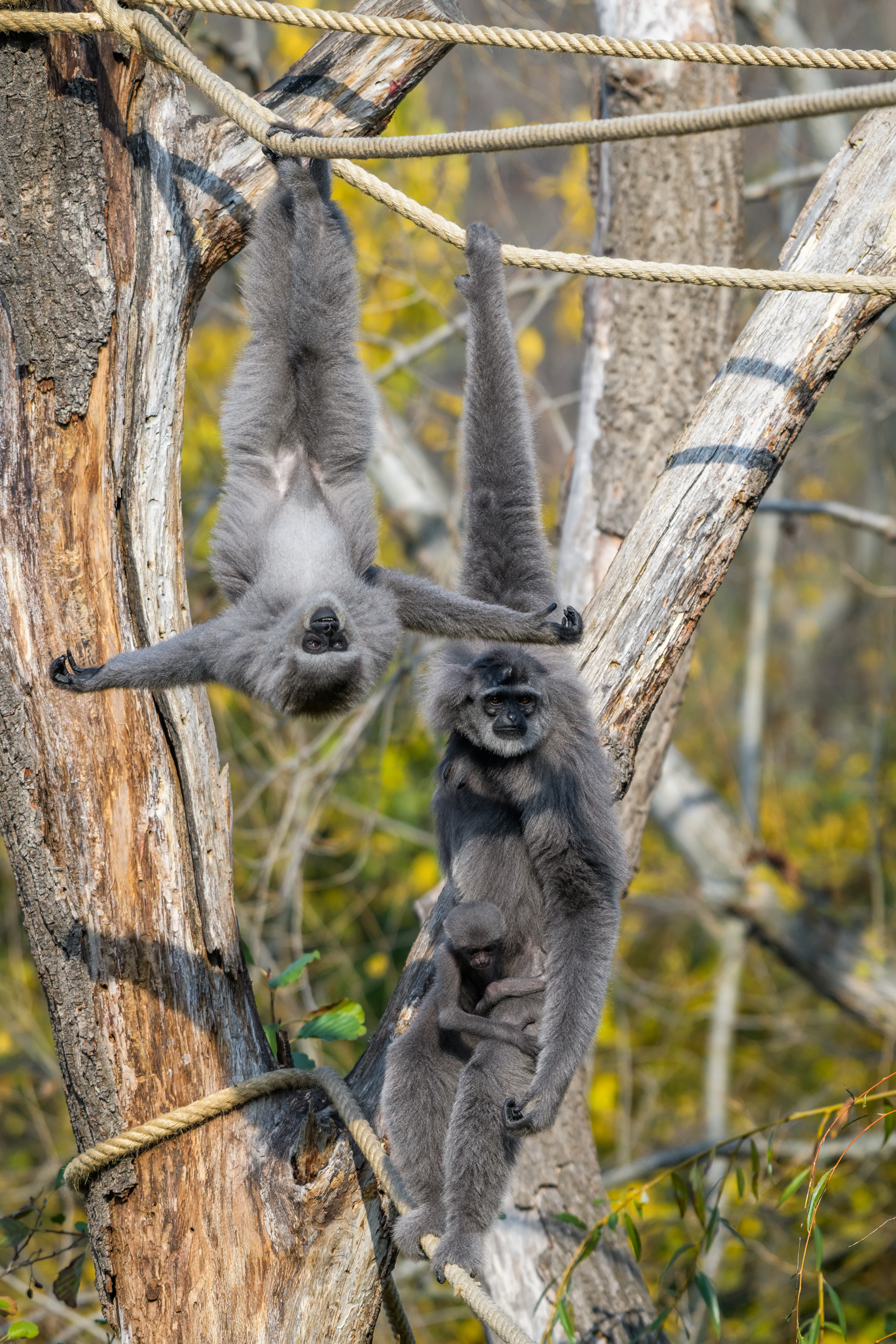
Giboní rodina v Zoo Praha
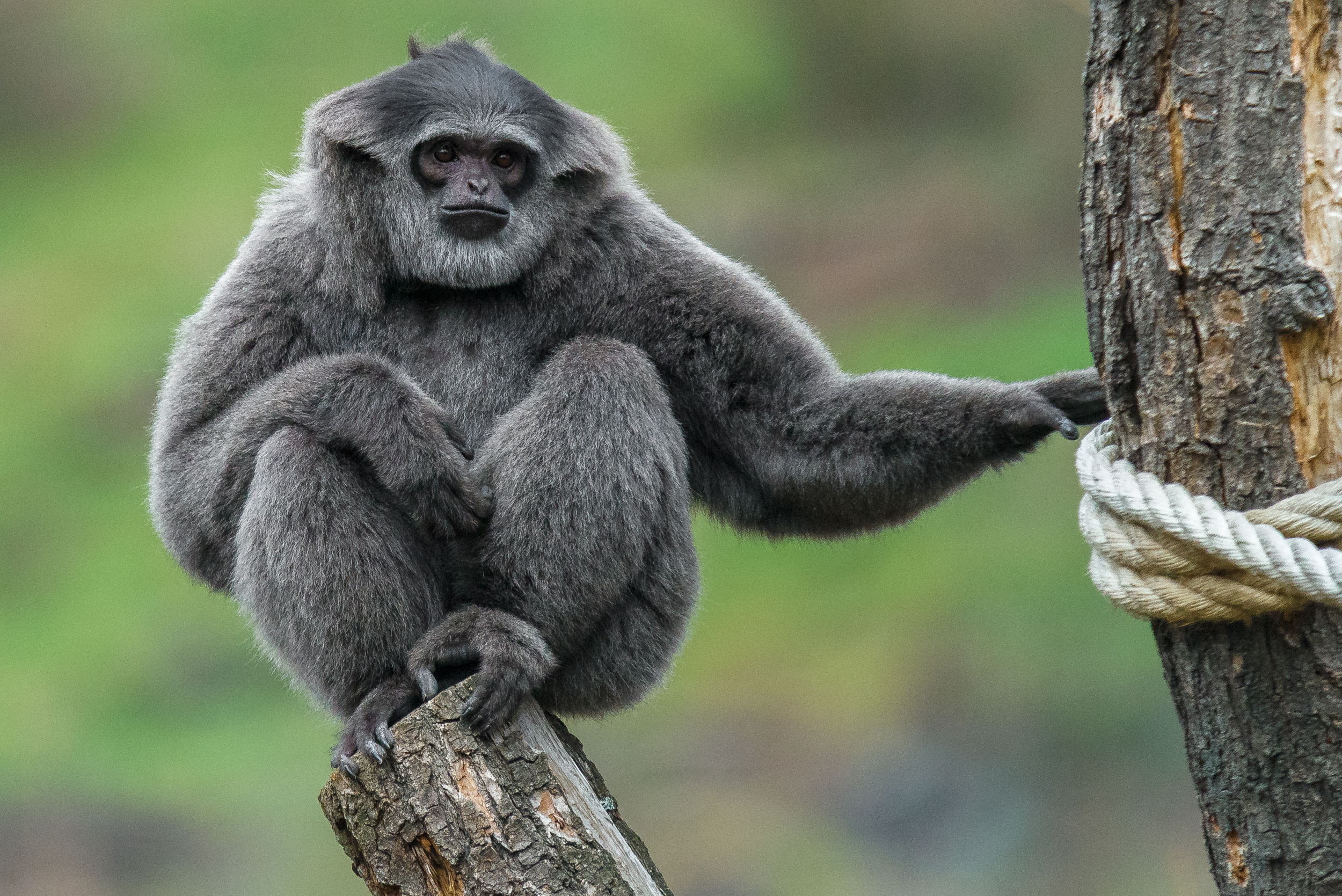
Gibon stříbrný

### Chov v Zoo Zlín
Zlínská zoo chová gibony stříbrné od roku 2014. Samec Peucang pochází z anglické Zoo Howletts, samička Isabell z německé Zoo Mnichov. Od počátku tvořili skutečný pár. Na začátku února 2019 se páru narodilo první mládě.
Ve zlínské zoo jsou giboni stříbrní krmeni především listovou zeleninu (salát, čínské zelí, špenát) a ovocem (jablka, hrušky, občas banány), které tvoří třetinu podávané stravy. Naprosto zbožňují větvičky vrby.